# Морозова Олена Савівна
Олена Савівна Морозова (справжнє ім'я Євгенія Борисівна Григор'єва) (нар. 15 травня 1973) — радянська і російська акторка. Заслужена артистка Російської Федерації (2019). Лауреатка Молодіжної премії «Тріумф» (2002), театральної премії «Чайка» (2005).

## Біографія
Народилася 1973 року в родині кінорежисера Бориса Григор'єва («Петрівка, 38») і дикторки Центрального телебачення Діни Григор'євої. Її кінокар'єра розпочалася в 8 років з ролі «агента Бабки» в дитячому пригодницькому фільмі «Руки вгору!». Потім вона зіграла ще одну велику роль Габі Бебер, відважної подружки Тіма Талера у телефільмі «Проданий сміх». Продовжила кар'єру в кіно вже підліткою.
У 1996 році закінчила школу-студію МХАТ імені В. І. Немировича-Данченко (майстерня Льва Дурова), куди вступила «за компанію» із подругою. Активно працювала в театрі. Серед ролей — Катаріна («Приборкання непокірної» у постановці Володимира Мірзоєва у театрі ім. Станіславського в 1997 році), Марлен Дітріх («Прощай, Марлен, здрастуй» Дмитра Мінченка в постановці Геннадія Шапошникова в Театрі естради в 2001 році), Гелла і Маргарита («Майстер і Маргарита» у постановці Сергія Алдоніна в театрі імені Станіславського у 2004 році).
У цей час їй починає з'являтися у видіннях Сава Морозов (за родинними переказами, далекий родич сім'ї), який оголосив, що вона його дочка. Під впливом цього бачення вона змінює ім'я на «Олена Савівна Морозова». З 2000 року повертається у велике кіно з роллю Маргі Ковтун у кінофільмі «Щоденник його дружини».
У виставах Театру націй вона грає роль графині в «Figaro. Події одного дня» режисера Кирила Серебреннікова (прем'єра — грудень 2006), роль Шарли Сміт у виставі за п'єсою Трейсі Леттса «Кілер Джо» у постановці Явора Гирдєва (прем'єра — січень 2011), дружину письменника в п'єсі «Заводний апельсин» за романом Ентоні Берджеса в постановці Філіпа Григорьяна (прем'єра — вересень 2016).
З 2014 року Олена Морозова також грає на сцені Електротеатру Станіславський.
26 листопада 2016 року бере участь у виставі «Доторкані», створеній Фондом підтримки сліпоглухих «По-єднання» та Державним Театром Націй, що був номінований на премію «Золота маска» в категорії «Експеримент».
Олена Морозова одружена другим шлюбом з актором Владиславом Котлярським. Має сина Етьєна від першого шлюбу і дочку Аврору від другого.

## Нагороди та звання
- 2000 — Спеціальне згадування Великого журі "Надія «Кінотавра» на XI Відкритому Російському кінофестивалі «Кінотавр-2000» (за роль у фільмі «Щоденник його дружини»)
- 2000 — Приз за «Найкращий дебют» на VII Російському кінофестивалі
- 2002 — Молодіжна премія «Тріумф»
- 2002 — Приз Віри Холодної
- 2002 — Приз фестивалю «Література і Кіно»
- 2005 — Театральна премія «Чайка» в номінації «За найкращу жіночу роль»
- 2019 — Заслужена артистка Російської Федерації (13 червня 2019 року) — за великий внесок у розвиток вітчизняної культури і мистецтва, багаторічну плідну діяльність[3]

## Фільмографія
1. 1980 — Петрівка, 38
2. 1981 — Руки вгору! — агент «Бабка»
3. 1981 — Проданий сміх — Габі
4. 1983 — Приступити до ліквідації — дівчинка на згарищі
5. 1984 — Цей фантастичний світ (фільм 8-й) — Агата в дитинстві
6. 1984—1985 — З нами не засумуєш (телеспектакль, 4 с.) — Таня Садовнича
7. 1988 — Нехай я помру, Господи… — Ольга
8. 2000 — Щоденник його дружини — Марга Ковтун
9. 2001 — Ростов-папа
10. 2001 — Кунсткамера (короткометражний) — мати
11. 2002 — Каменська 2 — чаклунка
12. 2003 — Персики і перчики. Куртуазні історії — Жюлі
13. 2003 — Темна конячка — Єлизавета
14. 2004 — Таємний знак 3 — Маргарита
15. 2004 — Марс — Віра
16. 2004 — Моя прекрасна нянька — рок-співачка Непруха
17. 2006 — «Зображаючи жертву» — Оля
18. 2007 — Одна любов на мільйон — Рита
19. 2007 — Мертві дочки
20. 2008 — Обставини — Агнеса
21. 2008 — Чотири віки любові
22. 2008 — Смокінг по-рязанськи — Зоя
23. 2008 — Ми одружимося, у крайньому випадку зателефонуємо — Віра Архипова
24. 2008 — Залюднений острів — телеведуча
25. 2009 — Коко Шанель та Ігор Стравінський — Катерина Стравінська
26. 2009 — Барвиха — Любов Альфредівна
27. 2009 — Див не буває — Світла, психолог
28. 2009 — Гамлет. XXI століття — Акторка
29. 2010 — Шахта — Ольга Дмитрівна Зоріна, майор
30. 2011 — Дитинко — Олена Подольська
31. 2011 — Будинок вітру — Влада
32. 2011 — Золоті — Любов Альфредівна
33. 2011 — МУР. Третій фронт — Кіра Климова
34. 2012 — Я буду поруч — Юля
35. 2012 — Слідчий комітет — Ганна Черняєва, слідчий СК РФ
36. 2012 — Передчуття — Валентина Смоліна
37. 2015 — Червона королева — Віра Іпполітівна Аралова, художниця-модельєрка
38. 2017 — Готель Елеон. 2 сезон — екстрасенс (28 серія)
39. 2017 — Мішок без дна — царівна
40. 2017 — Сальса — Тетяна
41. 2018 — Синичка-2 — Дар'я Михайлівна Одоєвська
42. 2023 - Бібліотекар - Шепчихіна